# شبكة تخزين

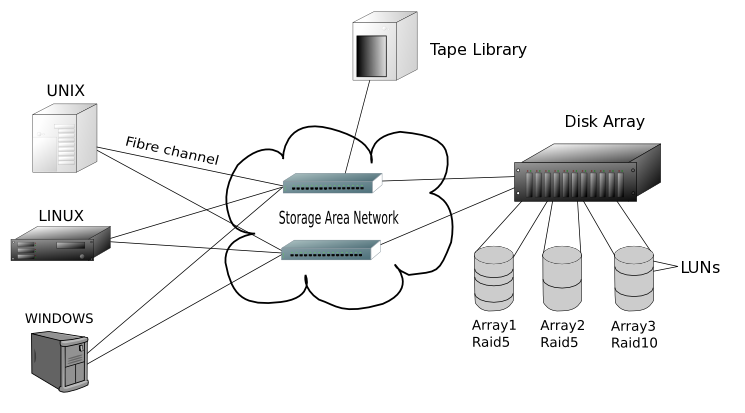

شبكة التخزين (سان) (بالإنجليزية: Storage Area Network) هي شبكة حاسوب توفر الوصول إلى تخزين بيانات مدمجة على مستوى الكتلة. تُستخدم شبكات التخزين بشكلٍ أساسي لتحسين إمكانية الوصول إلى أجهزة التخزين، مثل صفيفات الأقراص ومكتبات الأشرطة، إلى الخوادم بحيث تظهر الأجهزة على نظام التشغيل كأجهزة متصلة محليًا. عادةً ما تكون شبكة التخزين (سان) شبكة مخصصة لأجهزة التخزين التي لا يمكن الوصول إليها من خلال الشبكة المحلية (لان) بواسطة الأجهزة الأخرى، ما يمنع تداخل حركة اتصالات الشبكة المحلية في نقل البيانات.
انخفضت تكلفة وتعقيد شبكات التخزين (سان) في أوائل العقد الأول من القرن الحالي إلى مستويات تسمح بالتبني على نطاقٍ أوسع عبر المؤسسات وبيئات الأعمال الصغيرة والمتوسطة.
لا توفر شبكة التخزين (سان) تجريد الملفات، وإنما توفر عمليات على مستوى الكتلة فقط. ومع ذلك، فإن أنظمة الملفات التي أُنشئت أعلى شبكات التخزين (سان) توفر الوصول على مستوى الملفات، وتُعرف بأنظمة ملفات الأقراص المشتركة.

## تعريف
شبكة التخزين SAN تختلف عن غيرها من أنظمة التخزين عبر الشبكات مثل التخزين المرتبط بالشبكات NAS (بالإنجليزية: Network attached storage). حيث أن لشبكة التخزين ارتباط بمستوى منخفض.
بالنسبة لـ NAS، عند ربطه بشبكة آي.بي، يعرض خدمة التخزين عبر برتوكولات عدة مثل Common Internet File System (CIFS) بروتوكول التشارك المستعمل من طرف أنظمة مايكروسوفت و برامج سامبا، Network File System (NFS) برتوكول تشارك الملفات الذي يستعمله Unix، أو AFP (AppleShare File Protocol) المستعمل عند آبل.
أما في شبكة التخزين SAN ، فإن الارتباط بوحدات التخزين يتم وكأنها أقراص صلبة الخاصة بالحاسوب.

## بنى التخزين
يُشار إلى شبكات التخزين (سان) أحيانًا باسم الشبكة خلف الخوادم، وطُورت تاريخيًا من نموذج تخزين البيانات المركزي، ولكن باستخدام شبكة البيانات الخاصة بها. تُعد شبكات التخزين، في أبسط صورها، شبكة مخصصة لتخزين البيانات. تسمح شبكات التخزين (سان) بالإضافة إلى تخزين البيانات، بالنسخ الاحتياطي التلقائي للبيانات ومراقبة التخزين بالإضافة إلى عملية النسخ الاحتياطي. تُعتبر شبكة التخزين (سان) مزيجًا من الأجهزة والبرمجيات. نشأت من بنية الحاسبات الكبيرة التي تركز على البيانات، حيث يمكن للعملاء في الشبكة الاتصال بالعديد من الخوادم التي تخزن أنواعًا مختلفة من البيانات. ولتوسيع سعة التخزين مع ازدياد حجم البيانات، طُور التخزين الملحق المباشر (دي إيه إس)، حيث أُرفقت صفيفات الأقراص أو مجموعة من الأقراص فقط (جاي بود) بالخوادم. في هذه البنية يمكن إضافة أجهزة التخزين لزيادة سعة التخزين. ومع ذلك، فإن الخادم الذي يُوصل من خلاله إلى أجهزة التخزين هو نقطة عطل مفردة، ويُستخدم جزء كبير من عرض النطاق الترددي لشبكة لان للوصول إلى البيانات وتخزينها ونسخها احتياطيًا. لحل مشكلة نقطة العطل المفردة، نُفذت بنية تخزين ملحق مباشر مشترك، حيث يمكن للعديد من الخوادم الوصول إلى نفس جهاز التخزين.
كان التخزين الملحق المباشر أول نظام تخزين للشبكة وما زال يُطبق على نطاقٍ واسع حيث لا تكون متطلبات تخزين البيانات مرتفعة جدًا. طُورت بنية التخزين الملحق بشبكة (إن إيه إس)، حيث يُوفر خادم ملفات أو أجهزة تخزين مخصصة أو أكثر في شبكة محلية لان. لذلك، ما زال نقل البيانات، وخاصةً للنسخ الاحتياطي، يحدث عبر الشبكة المحلية الحالية. إذا خُزّن أكثر من تيرابايت من البيانات في نفس الوقت، فإن عرض النطاق الترددي لشبكة لان سيتعرض لاختناق. ولذلك، طُورت شبكات التخزين (سان)، حيث أُرفقت شبكة تخزين ملحقة بشبكة لان (الشبكة المحلية)، وأصبح يُنقل تيرابايت من البيانات عبر شبكة مخصصة عالية السرعة وعرض النطاق الترددي. تكون أجهزة التخزين مترابطة، داخل شبكة التخزين. يحدث نقل البيانات بين أجهزة التخزين، مثل النسخ الاحتياطي، خلف الخوادم ومن المفترض أن يكون واضحًا. بينما تُنقل البيانات في بنية تخزين ملحق بشبكة باستخدام بروتوكولات تي سي بّي و آي بّي عبر إيثرنت، طُورت بروتوكولات متميزة من أجل شبكات سان، مثل قناة الألياف وواجهة أنظمة الكمبيوتر الصغيرة على الإنترنت (آي إس سي إس آي) وإنفيني باند. لذلك، غالبًا ما يكون لشبكات التخزين (سان) شبكة وأجهزة تخزين خاصة بها، والتي يجب شراؤها وتركيبها وتهيئتها. هذا يجعل شبكات التخزين بطبيعتها أكثر تكلفة من بنى التخزين الملحقة بشبكة.

## خصائص شبكات التخزين
- جودة الخدمة (Qos) : وصلات بأكثر من 8 جيجابت عبر ألياف بصرية توفر سرعات مناسبة لتداول المعلومات.
- الجهوزية : توفر شبكات التخزين وسيلة متعددة المصادر ما يفيد في توفر المعلومات دائما وحتى في ظل توقفات أو أعطاب جزئية. ويتم ذلك من خلال تخزين مكرر لنفس المعلومة.
- التوافقية : شبكات التخزين يمكنها التعامل مع عملاء بأنظمة تشغيل مختلفة : يونكس، ويندوز ...
- مردودية متغيرة : تتناسب مردودية الشبكة حسب الطلب وحسب موارد التخزين.[3]